# Karen Rosenberg
Karen Rosenberg (Copenaghen, 20 giugno 1975) è una cantante danese.

## Biografia
Nel 2000 è uscito l'album di debutto di Karen, En til en, che ha raggiunto il 39º posto nella classifica danese e fruttato alla cantante tre candidature ai Danish Music Awards, fra cui la vittoria nella categoria Migliore album R&B. Il secondo album, Ingen smalle steder, è uscito nel 2004 e ha debuttato alla 23ª posizione in classifica.
Nel 2009 la cantante ha pubblicato il suo terzo album Stiletto. Il singolo di lancio Sækken i katten è stato il suo primo ad entrare nella classifica Track Top-40, fermandosi al 19º posto. Nel 2010 ha dato la voce a due successi dance, collaborando con il produttore Rune RK su Har det hele e con Svenstrup & Vendelboe su I nat, raggiungendo rispettivamente l'8º e il 12º posto in classifica.
Nel 2011 ha fatto parte della giuria di Dansk Melodi Grand Prix, il processo di selezione per la ricerca del rappresentante danese all'Eurovision Song Contest. Nel 2013 il suo nuovo singolo Problemet ha raggiunto la 28ª posizione della Track Top-40.

## Discografia

### Album in studio
- 2000 – En til en
- 2004 – Ingen smalle steder
- 2009 – Stiletto

### EP
- 2014 – Ingen mands land

### Singoli
- 2000 – Vis mig du' min mand
- 2000 – Guld & Platin (feat. Isam B)
- 2001 – Tænder det op
- 2001 – Kom igen (con Shirley)
- 2004 – I nat er vi
- 2004 – Ballerina
- 2009 – Sækken i katten
- 2010 – Har det hele (con Rune RK e Jooks)
- 2010 – I nat (con Svenstrup & Vendelboe)
- 2013 – Problemet
- 2014 – Hvis sandheden skal frem
- 2019 – Napaklysk (con Lin')